# Ipomoea bahiensis
Ipomoea bahiensis är en vindeväxtart som beskrevs av Carl Ludwig von Willdenow, Johann Jakob Roemer och Schult. Ipomoea bahiensis ingår i släktet praktvindor, och familjen vindeväxter. Inga underarter finns listade i Catalogue of Life.

## Bildgalleri

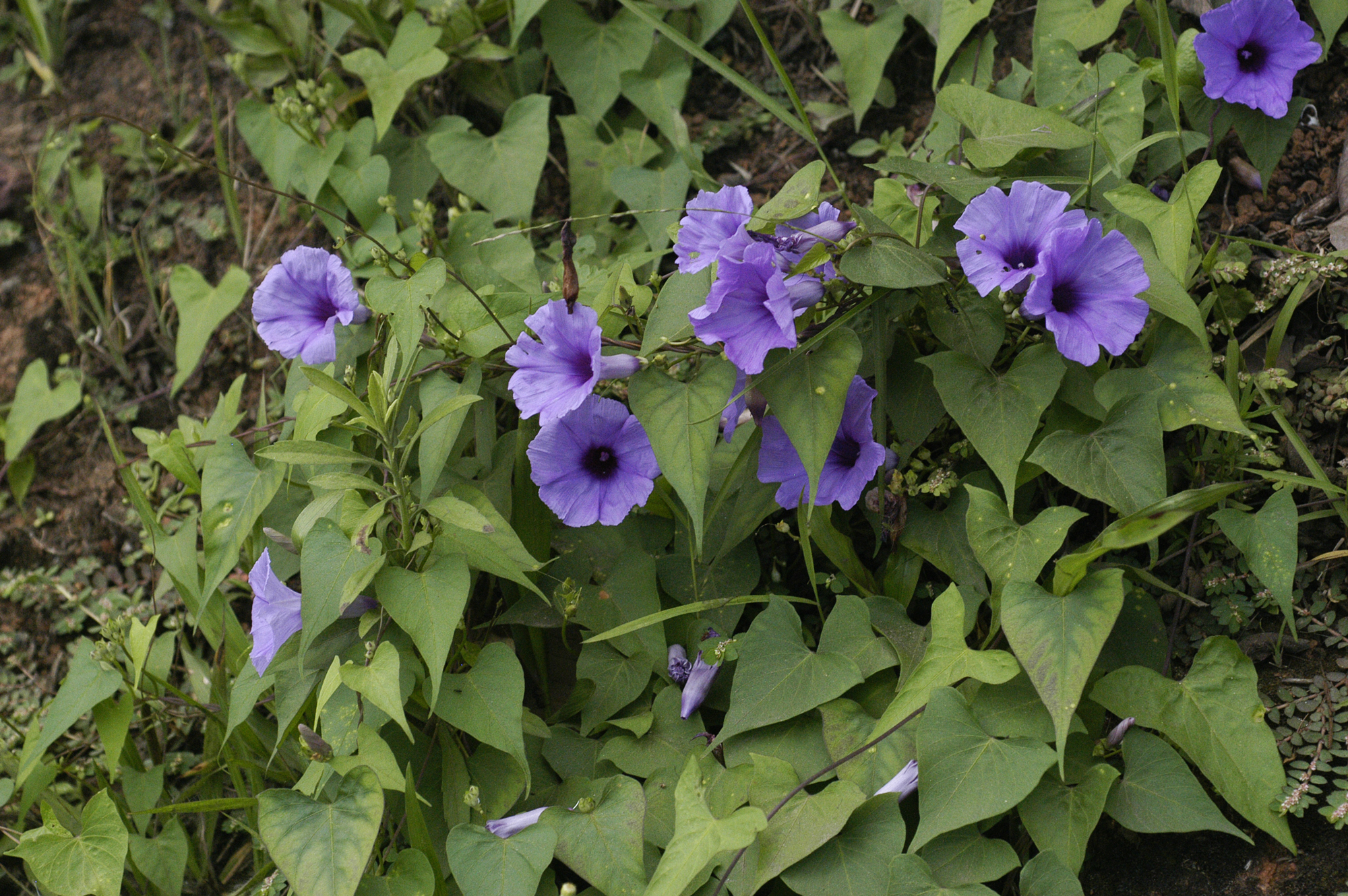
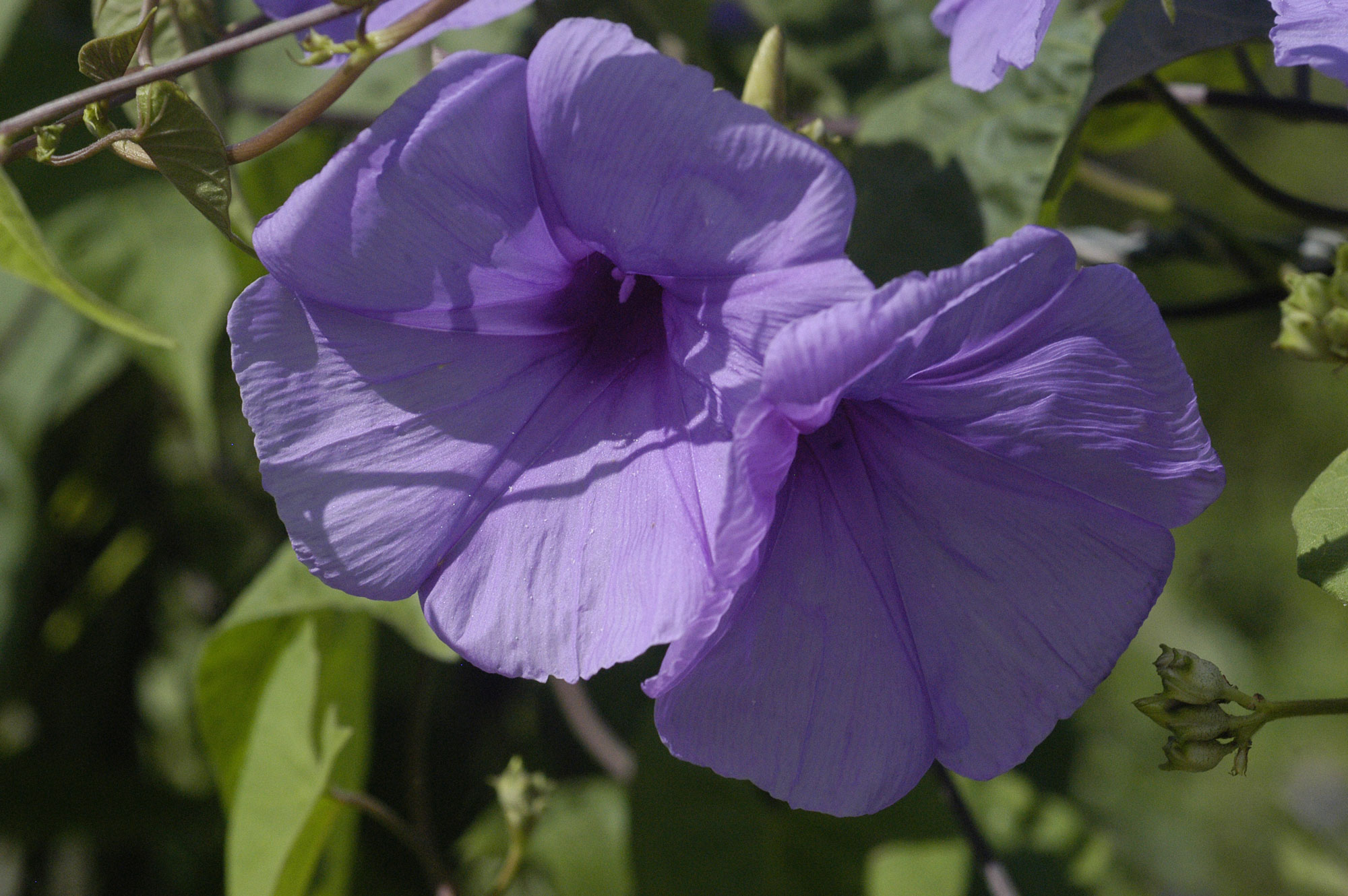
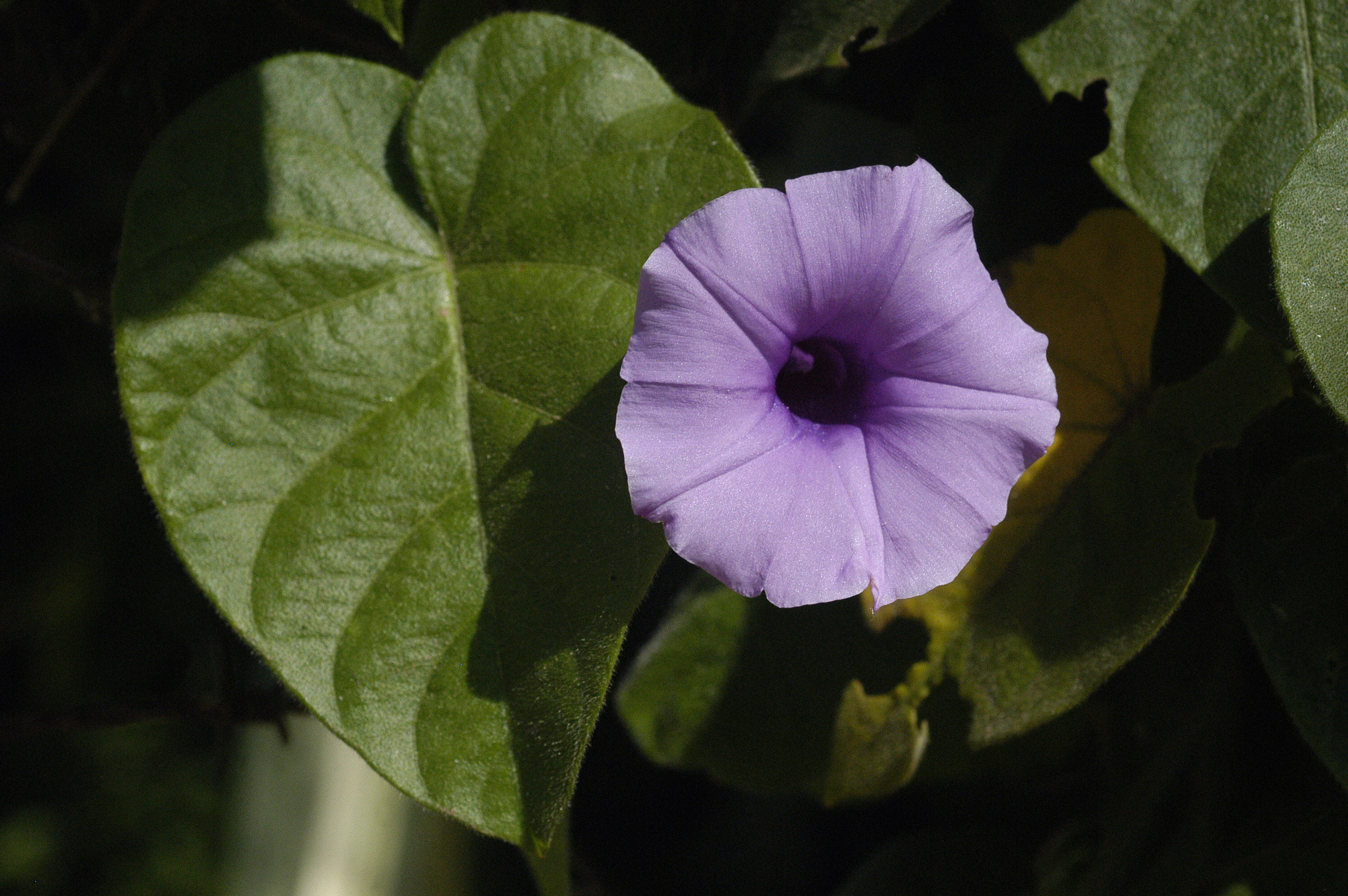
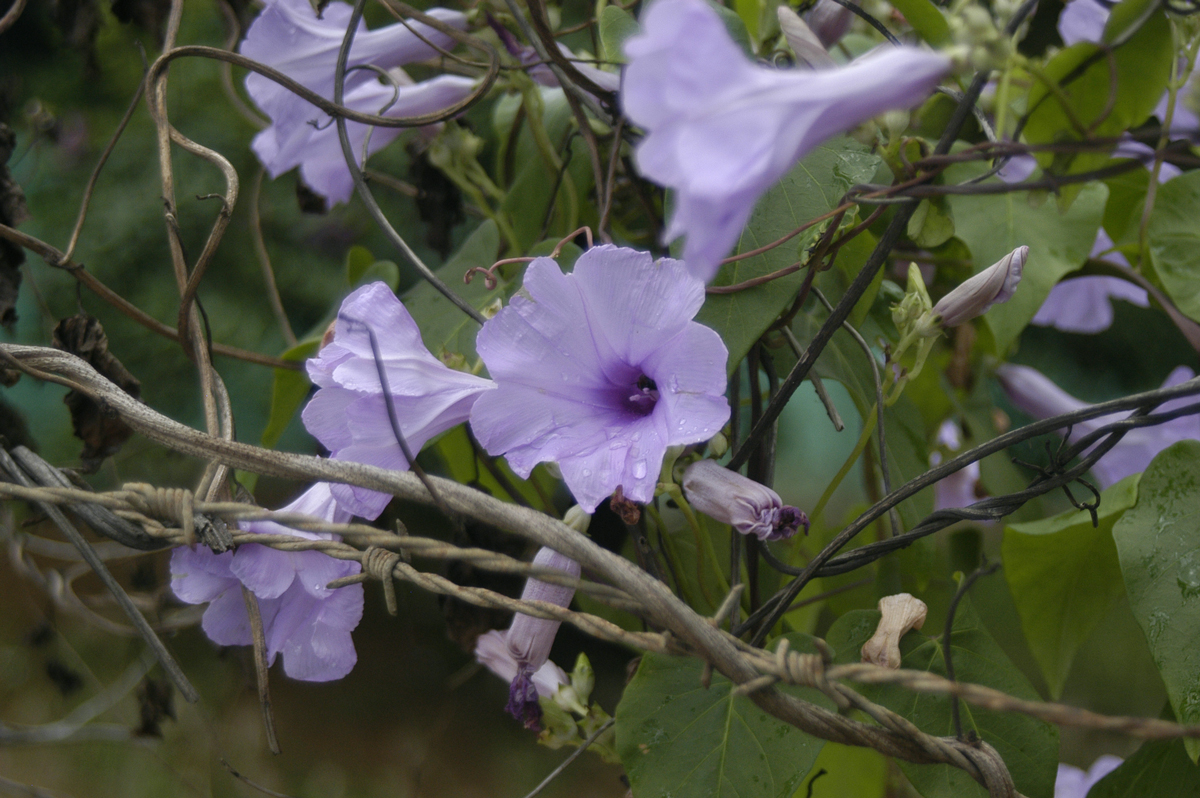
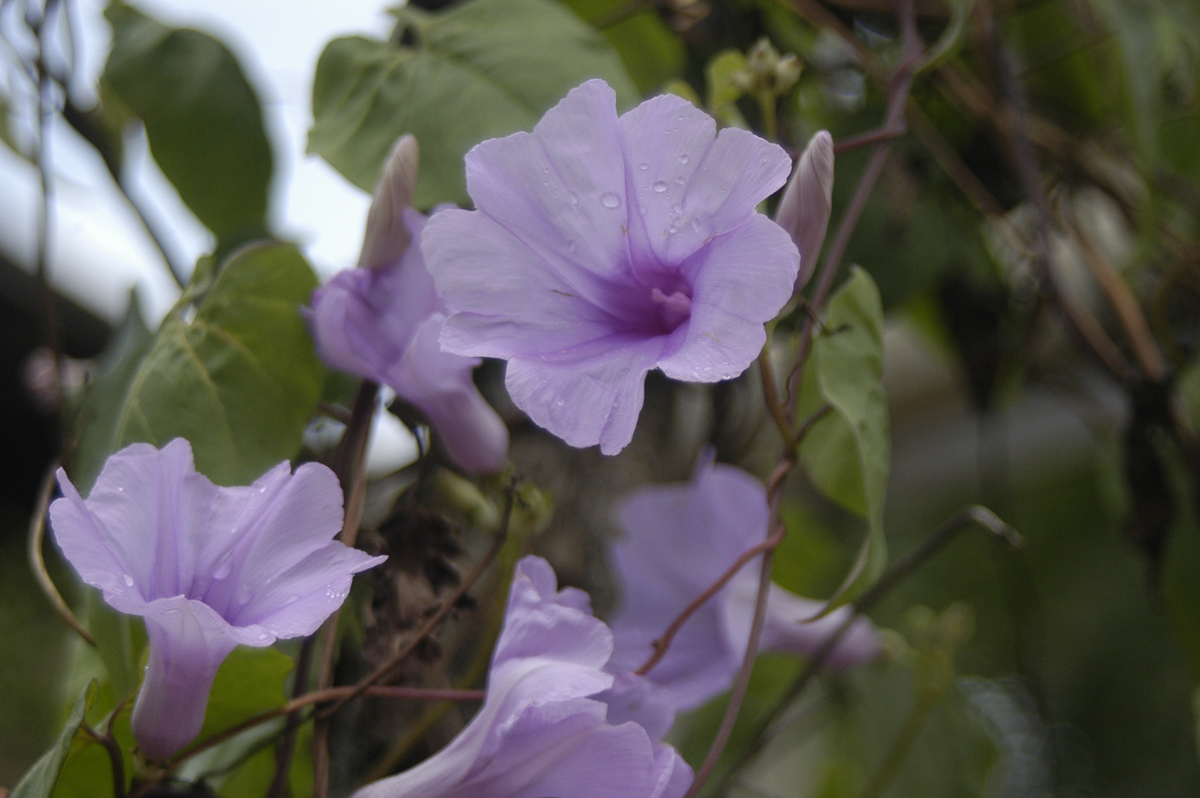
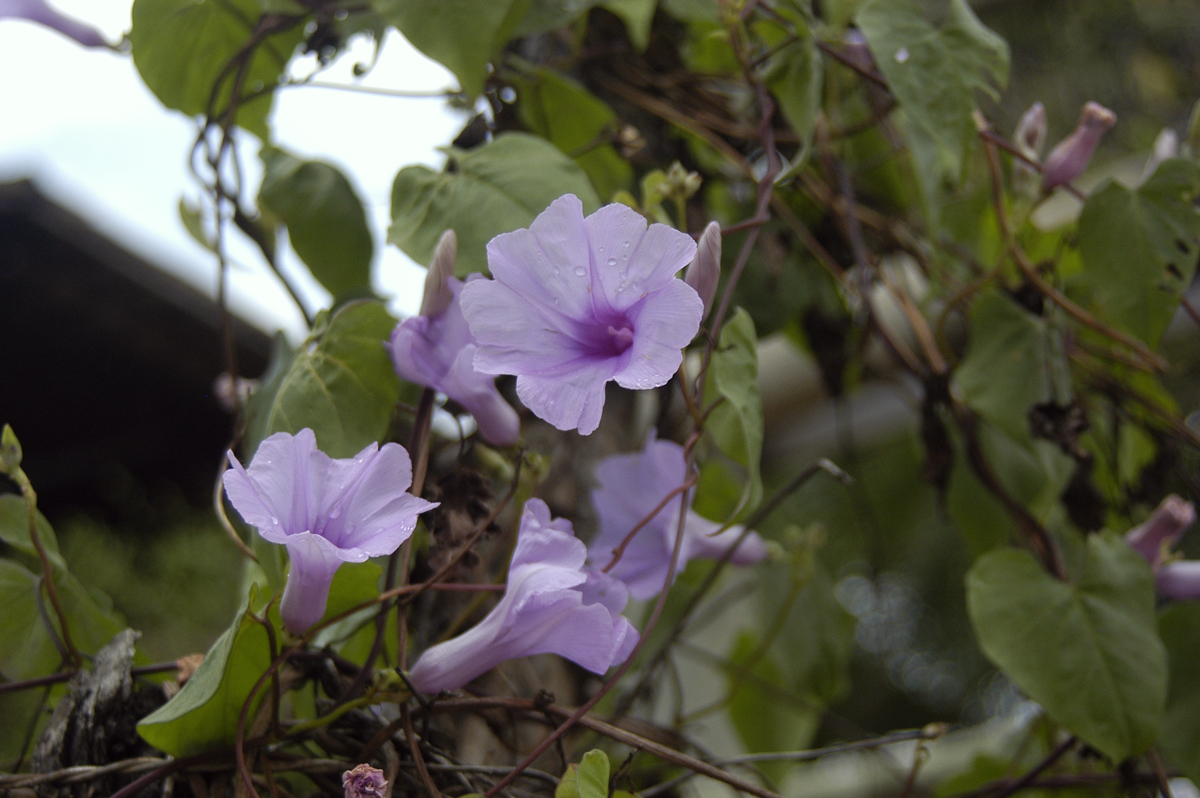